# Leidse Studs
De LSHG Leidse Studs is een Nederlandse studentenhockeyvereniging uit Leiden. De hockeyclub is een ondervereniging van studentenvereniging LSV Minerva en is opgericht in 1986.
De club doet met zes heren- en acht damesteams mee aan de competitie. Het eerste  damesteam speelt reserve overangsklasse en het eerste mannenteam speelt  in de tweede klasse van de KNHB. Er wordt gespeeld op het terrein van de Leidsche en Oegstgeester Hockey Club.